# Dora (zpěvačka)
Darja Sergejevna Šichanova (rusky Да́рья Серге́евна Шиха́нова, * 30. listopadu 1999 Saratov) je ruská pop rocková zpěvačka vystupující pod uměleckým jménem Dora (Дора), dříve Mental Affection. Osobním znakem zpěvačky je velmi jemný melodický hlas a velký důraz na svůj pestrý vzhled ve videoklipech a na fotkách.

## Dětství
Narodila se ve městě Saratov a vyrůstala v prostředí, kde se často poslouchalo rádio, ve kterém byly pořady tvořeny hlavně ruským popem, proto se zpěvačka zmiňuje o tom, že její styl hudby je tak trošku přepracovaný ruský pop s prvky rockové hudby. Později si oblíbila i umělce ze zahraničí, kde mezi její neoblíbenější patří kanadská zpěvačka Avril Lavigne.
Hudba se stala její velkou vášní a koníčkem, a proto chtěla studovat hudební školu, svůj sen si však nedokázala proti vůli rodičů prosadit a byla přihlášena na základní školu standardního typu vzdělání. Nicméně umožnili jí zapsat se na kurz klasické kytary a její koníček podporovali a stali se pro Doru oporou v jejich hudebních začátcích. Podle jejího vyjádření by bez podpory rodiny neměla šanci na úspěch a prosadit se v hudební branži.
Její první vystoupení se uskutečnilo v 9. třídě a naučila se píseň Radioactive hudební skupiny Imagine Dragons. Vystoupení mělo úspěch a dívku motivovalo k další činnosti.

## Začátek tvůrčí činnosti
Pod vlivem ruské hudební skupiny The Retuses zařadila do repertoáru jejich písničky.
Svoji první píseň složila přibližně půl roku po svém prvním vystoupení. Podle jejího vlastního názoru se lidem převzaté písničky v jejím provedení líbily více, než její vlástní složené písničky.
V roce 2017 se její zájmy změnily a místo indie rocku ji začal zajímat emo rap a to díky nedávno vydanému albu 17 rappera XXXTentaciona. Změna byla také spojena s emočními problémy po příchodu do nové školy a problémy se spolužáky. První živé vystoupení zpěvačky bylo v podolském klubu «Смена» „Smena“. Dora se lišila od ostatních účinkujících, hlavně místních raperů, protože zpívala populární, ale smutné písně, například „Modrý oheň se přehnal“ dle veršů Sergeje Alexandroviče Jesenina, nebo „Není cesty ven“ od skupiny Splin a jiných.
Zpočátku Dora zaznamenávala své písně na Iphone. Později se seznámila se zvukařem, který ji pomáhal s nahráváním a aranžmá. Jednou z prvních takových písní je «Таял» „Tajal" od Leonida Fjodorova.
Později začala nahrávat vlastní písničky, které zařadila na své debutové album. V té době vystupovala pod uměleckým jménem "Mental Affection" a psala depresivní písně. Píseň nazvaná Recidiv byla založena na textu přítele, který měl problémy se svými rodiči a pomýšlel na sebevraždu. Později Dora přiznala, že se za tuto píseň styděla.

## Debutové album

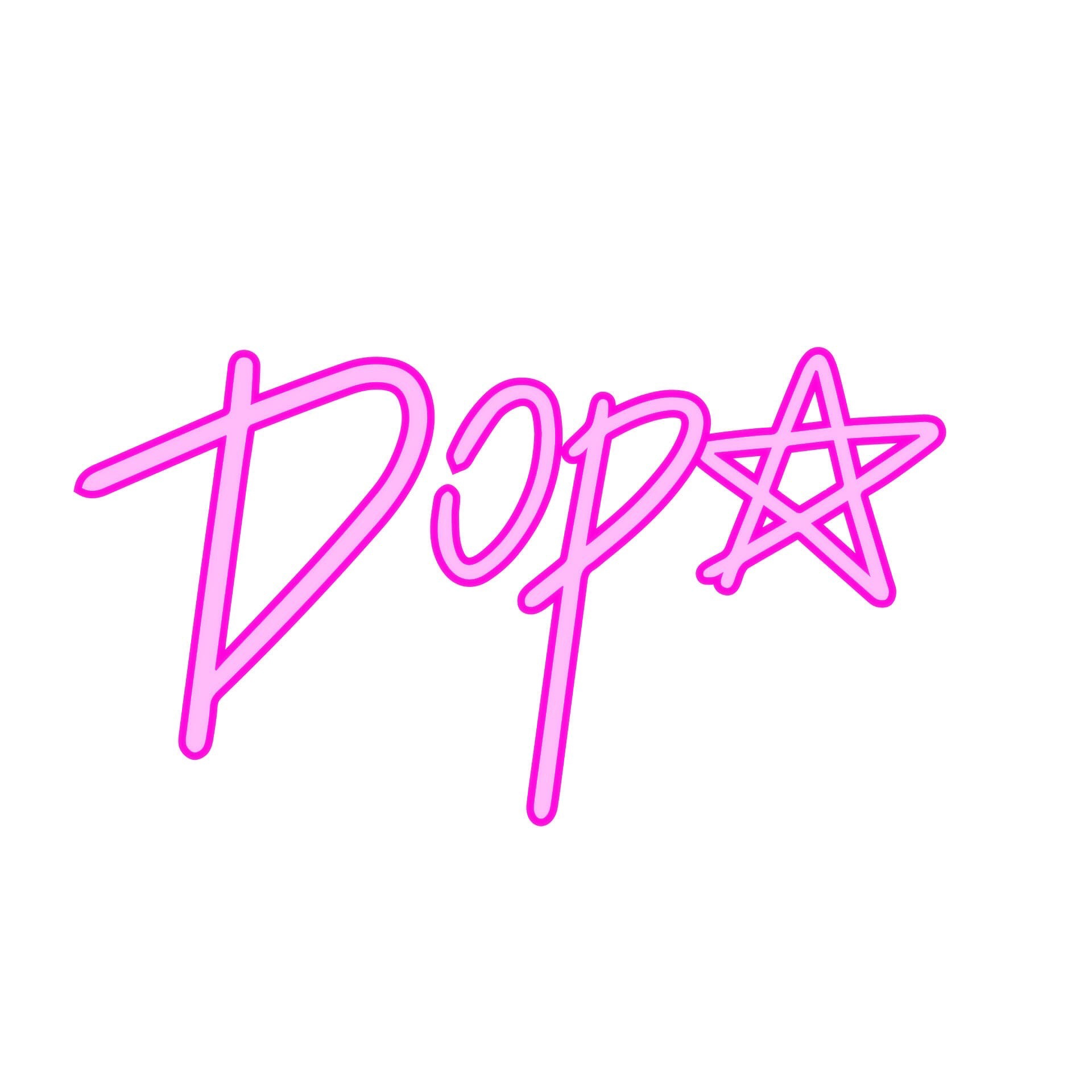
Dora oficiální logo

První mini album neslo název «Я не коммерция» „Nejsem komerční“. Bylo vydáno v roce 2019 a při této příležitosti začala zpěvačka vystupovat pod uměleckým pseudonymem Dora. „Dora“ - tak Darju nazývala její matka. Předtím vystupovala pod pseudonymem Mental Affection, který se příliš neujal. Během týdne se počet uživatelů sledující zpěvačku na sociálních sítí zdvojnásobil a když jejich počet dosáhl 40-50 tisíc, začala Dora uvažovat o vydání plnohodnotného alba. V té době poznala rappera Vladimíra Galata ze skupiny Frendzona a společně napsali píseň «Дорадура» „Doradura“ a několik dalších. Výsledkem bylo, že tyto písně byly zahrnuty do alba «Младшая сестра» „ Mladší sestra“, při jehož zrodu pomáhali přátelé Galata, kteří se starali o zvuk a mixování. Přes pochybnosti autorů se píseň Doradura stala hitem.
Album Mladší sestra je poprocková kombinace dívčích vokálů a těžké kytarové hudby. Sama Dora nazvala tento styl «Кьют-роком» „Roztomilý rock“. Písně byly věnované problémům dospívajícího člověka, vztahy mezi mladými lidmi, sociálním sítím, závistivým kamarádkám, randění na internetu atd.
Na stránce Vkontakte získala více než 90 tisíc sledujících a první den bylo album na sociálních sítích přehráno více než 300 tisíc krát. V roce 2020 zpěvačka vystoupila na prvním kanálu v programu «Вечерний Ургант» „Večerní urgent“, kde vystoupila s písní Doradura. Druhé studiové album «Боже, храни кьют-рок» „Bože chraň roztomilý rock“ bylo vydáno 18. prosince 2020.
V roce 2021 uspořádala zpěvačka sérii koncertů s názvem CuteRock 2021Tour.

## Doprovodná skupina
- Dina Marachonova - baskytaristka
- Darja Chomenko - bubeník

## Diskografie
| rok  | Název alba                                   | překlad                   | odkaz |
| ---- | -------------------------------------------- | ------------------------- | ----- |
| 2019 | Mladšaja sestra (Младшая сестра)             | Mladší sestra             | odkaz |
| 2020 | Bože, chrani kjut-rok (Боже, храни кьют-рок) | Bože chraň roztomilý rock | odkaz |
| 2022 | MISS                                         | SLEČNA                    | odkaz |

### Minialba
| Rok  | Název                             | Překlad         | Odkaz |
| ---- | --------------------------------- | --------------- | ----- |
| 2019 | Ja ně kommercija (Я не коммерция) | Nejsem komerční | odkaz |

### Samostatné písně
| Rok  | Název písně                                   | Překlad             | Poznámky                                                        | Odkaz  |
| ---- | --------------------------------------------- | ------------------- | --------------------------------------------------------------- | ------ |
| 2018 | Mně pusto (Мне пусто)                         | Jsem opuštěná       |                                                                 | odkaz  |
| 2019 | Počemu (Почему)                               | Proč                |                                                                 | odkaz  |
| 2019 | Bez radosti v glazach (Без радости в глазах ) | Bez radosti v očích |                                                                 | odkaz  |
| 2019 | Ja vsegda (Я всегда)                          | Já vždy             |                                                                 | odkaz  |
| 2019 | Ja ně rugajus (Я не ругаюсь)                  | Já nenadávám        |                                                                 | odkaz  |
| 2019 | Razletajus (Разлетаюсь)                       | Létám               |                                                                 | odkaz  |
| 2019 | Na skejtě (На скейте)                         | Na skejtě           |                                                                 | odkaz  |
| 2019 | Doradura (Дорадура)                           | Hloupá Dora         |                                                                 | odkaz  |
| 2020 | Jesli chočeš (Если хочешь)                    | Jestli chceš        |                                                                 | odkaz  |
| 2020 | Pošlju jego (Пошлю его)                       | Pošlu ho            |                                                                 | odkaz  |
| 2020 | Ně ispravlujus (Не исправлюсь)                | Mě nenapravíš       | s Mejbi Bejbi                                                   | odkaz  |
| 2020 | Vťurilas (Втюрилась)                          | Zamilovaná          |                                                                 | odkaz  |
| 2020 | Oseň pjanaja (Осень пьяная)                   | Opolý podzim        |                                                                 | odkaz  |
| 2021 | Ně igra (Не игра)                             | Není hra            |                                                                 | odkaz  |
| 2021 | Cayendo                                       | Padat               | s T-Fest                                                        | odkaz  |
| 2021 | Kuda uchodit dětstvo (Куда уходит детство)    | Kam odchází dětství | ze seriálu Piščeblok (OST Пищеблок) převzaté od Alli Pugačovové | odkaz  |
| 2021 | San Laran (Сан Ларан)                         |                     | s raperem Platina (Платина)                                     | odkaz. |
| 2021 | Barbisajz (Барбисайз)                         | Bárbinina velikost  | s Mejbi Bejbi                                                   | odkaz  |
| 2022 | Loverboy                                      | Fešák               |                                                                 | odkaz  |
| 2022 | Капли                                         | Kapky               | (společně s OG Buda- přepracovaná verze)                        | odkaz  |
| 2022 | Я боюсь людей                                 | Bojím se lidí       |                                                                 | odkaz  |

## Videoklipy
- 2019 — Doradura (Дорадура, odkaz)
- 2020 — Ně ispravljus (Не исправлюсь, odkaz)
- 2021 — Vťurilas (Втюрилась, odkaz)
- 2022— Loverboy, odkaz
- 2022- Ja bojus ljuděj (Я боюсь людей, odkaz)